# Interstate 84 (Oregon–Utah)
Interstate 84 (I-84) é uma rodovia interestadual no noroeste dos Estados Unidos, passando por Oregon, Idaho e Utah. A autoestrada vai de Portland, Oregon, até um cruzamento com a I-80 perto de Echo, Utah. A rodovia serve e liga Portland, Boise, Idaho, e em Ogden, Utah. Com ligações a outras rodovias, a I-84 liga estas cidades a pontos a leste e também serve como parte de um corredor entre Seattle e Salt Lake City. As seções que atravessam o Oregon e o Idaho são também conhecidas como a Vietnam Veterans Memorial Highway.
A rodovia serviu originalmente como uma bifurcação da I-80 para servir o Noroeste Pacífico, e foi originalmente numerada como Interstate 80N. Foi geralmente construída ao longo do corredor da U.S. Route 30 (US 30) e da US 30S, que seguiam em grande parte do Oregon Trail; a designação US 30S foi desativada na década de 1970, depois de a substituição da rodovia estar praticamente concluída. A rodovia foi sinalizada com a designação I-84 em 1980, quando entrou em vigor uma alteração das diretrizes de 1977 que desencorajava os números das rodovias com sufixos direcionais. A renumeração resultou em duas rodovias com a designação I-84, estando a outra localizada no Nordeste dos Estados Unidos.